# Том и Джери: Изгубеният дракон
„Том и Джери: Изгубеният дракон“ (на английски: Tom and Jerry: The Lost Dragon) е анимационен филм от 2014 г., с участието на Том и Джери, продуциран от Warner Bros. Animation. Режисиран и продуциран от Спайк Брандт и Тони Сервоне, премиерата му е на 27 юли 2014 г. в San Diego Comic-Con International. Това е първият директен към видео филм на Том и Джери, разпространяван от Warner Bros. Home Entertainment в Япония. Първоначално е издаден дигитално на 19 август 2014 г., за да бъде последван от DVD издание на 2 септември 2014 г.

## Сюжет
Филмът започва да показва магьосника Калдорф, който изгонва мощна вещица на име Дризелда от село. Калдорф позволява на племенницата на Дризелда, Атина да остане. Селяните от елфите се страхуват, че тя ще се окаже като леля си, защото държи паразити (Джери) и има обич към котките (Том). Котката и мишката в тази хронология са бебета и стават приятели и врагове заедно с Атина, която е само босо момиче.
Филмът бързо се придвижва към Том и Джери, които се гонят, както обикновено го правят, и Атина, която се грижи за наранените животни, докато тримата случайно попаднат на мистериозно светещо яйце. Това, което нито един от двамата не знае, е, че това яйце е откраднато от много голям, огнедишащ дракон. За кратко време от това яйце се излюпва бебе дракон на име Пуфи и вярва, че Том е майка му и тримата се грижат добре за него.
Истинската майка на Пуфи обаче се ядосва, че бебето й липсва и го иска обратно, но преди Том, Джери и Атина дори да могат да се опитат да я намерят, Дризелда се връща и пленява Пуфи, възнамерявайки да го използва за собствените си порочни планове – тя се опитва да му открадне жегата, за да стане самата супер дракон и да унищожи всичко в селото. С помощта на мощни съюзници и приятели на животни Том, Джери и Атина работят заедно и се борят със зъби и нокти, за да спрат злата вещица и да върнат Пуфи при майка си, в крайна сметка Дризелда се превръща в статуя, а селяните Том, Джери, Калдорф и дори Атина правят щастливо певческо парти.

## Озвучаващ състав
| Роля                                       | Изпълнител                            |
| ------------------------------------------ | ------------------------------------- |
| Котаракът Том                              | Уилям Хана (не е посочен в надписите) |
| Джери Мишока                               | Колийн Уилярд                         |
| Атина и Пъфи                               | Кели Стейбълс                         |
| Дризелда, лелята на Атина и главния злодей | Вики Люис                             |
| Калдорф                                    | Джим Къмингс                          |
| Емили, жената на стария Елф                | Лорейн Нюман                          |
| Тин                                        | Грег Елис                             |
| Пан                                        | Джес Харнел                           |
| Али                                        | Ричард Макгонагъл                     |
| Стария Елф                                 | Уейн Найт                             |
| Бъстър и Момчето Елф                       | Дий Брадли Бейкър                     |

## Последващ филм
„Том и Джери: Шпионска мисия“ (Tom and Jerry: Spy Quest) беше пуснат на 23 юни 2015 г.

## В България
В България филмът първоначално е излъчен по HBO през 2015 г. През 2019 г. се излъчва по Картун Нетуърк. През 2022 г. е достъпен в стрийминг платформата „Ейч Би О Макс“.